# Me (mitologia)
En la mitologia sumèria, un me és un dels decrets preordenats immutables dels déus o força impersonal que fonamenta les institucions socials, les pràctiques religioses, les tecnologies, els comportaments, els costums i les condicions humanes que fan possible la civilització, tal com els sumeris l'entenien. Són lleis fonamentals perquè els sumeris entenguin la relació entre els humans i els déus i garanteixin l'equilibri de l'univers i, per tant, de la societat.
Per la funció i similitud fonètica es creu que estan relacionats en origen amb el concepte de maat egipci.

## Origen i natura mitològica
Els mes eren posseïts originàriament pel déu Enlil i després lliurats al déu de la saviesa, Enki, perquè els custodiés, qui els gestionava en els diferents centres sumeris començant amb la seva pròpia ciutat d'Èridu i continuant per Ur, Melukhkha i Dilmun. Això es descriu al poema Enki i l'Ordre Mundial, que també detalla la forma en què es reparteixen les responsabilitats de diversos oficis i els fenòmens naturals entre els déus menors. En aquest poema els mes de diversos llocs no estan clarament especificats, i semblen ser diferents de les responsabilitats individuals de cada divinitat, atès que es mencionen en relació amb llocs específics en compte d'amb déus. Després d'una considerable auto-glorificació per part d'Enki, la seva filla Inanna es queixa que ha donat poca importància a les seves esferes d'influència divina. Enki fa el que pot per apaivagar-la, assenyalant aquells mes que ella té.
No hi ha cap implicació directa en el cicle mitològic entre aquest poema i el que és la principal font d'informació sobre els mes, Inanna i Enki: La transferència de les arts de la civilització d'Èridu a Uruk, però un cop més el descontentament d'Inanna és patent. Ella és la deïtat tutelar d'Uruk i desitja augmentar la seva influència i glòria portant els mes des d'Èridu. Per a això viatja al santuari d'Enki a Èridu i convida a un banquet Enki amb la intenció d'emborratxar-lo i poder aconseguir els més de cent mes. Amb el robatori d'aquests mes, se'n va en vaixell cap a Uruk i quan Enki s'adona del que ha fet, intenta recuperar-los, però la deessa rebutja els dèmons emissaris amb conjurs màgics i al final desisteix. Però com a déu savi i reflexiu, no s'enfadarà amb Inanna, car fins i tot l'ajudarà a sortir posteriorment de l'inframón.
Segurament mai no se sabrà com eren els mes, tot i que són representats com alguna mena d'objectes físics. No només estaven emmagatzemats en un lloc prominent a l'Apsu, sinó que Inanna pogué mostrar-los a la gent d'Uruk després de portar-los-hi amb el seu vaixell. Alguns d'ells eren realment objectes físics, com és el cas d'instruments musicals, però d'altres eren "tecnològics" com la cistelleria o abstraccions com la victòria.

## Llista de mes
Encara que es mencionen més de cent mes a l'últim mite, i la llista completa es dona en quatre ocasions, les tauletes en què es troben són tan fragmentades que només n'han arribat fins als temps moderns més de seixanta. Kramer dona un ordre consecutiu, tot i que fa un salt inexplicable amb quatre articles que manquen entre l'"art de la metal·lúrgia" i l'"ofici d'escriba", segurament per disposar de texts inintel·ligibles.
Alguns dels mes:
1. La sobirania
2. La divinitat
3. La corona sublim i permanent
4. El tron reial
5. El ceptre sublim
6. La insígnia reial
7. El santuari d'allò sublim
8. La dignitat del pastor
9. El regnat
10. El senyoratge perdurable
11. La Divina Senyora (dignitat sacerdotal)
12. L'Ixib (dignitat sacerdotal)
13. El Lumah (dignitat sacerdotal)
14. El Gutig (dignitat sacerdotal)
15. La veritat
16. El descens a l'inframón
17. L'ascens de l'inframón
18. El Kurgarru (mena d'eunuc)
19. El Girdabara (mena d'eunuc)
20. El Sagursag (mena d'eunuc)
21. La bandera de les batalles
22. El diluvi
23. Les armes (?)
24. Les relacions sexuals
25. La prostitució
26. La llei (?)
27. La calúmnia (?)
28. Les arts
29. La sala de l'adoració
30. El cel hièrodul
31. El Gusilim (instrument musical)
32. La música
33. La funció dels ancians
34. La qualitat d'heroi
35. El poder
36. L'hostilitat
37. La justícia
38. La destrucció de les ciutats
39. El lament
40. Les alegries del cor
41. La mentida
42. El país rebel
43. La bondat
44. La justícia
45. L'art de treballar la fusta
46. L'art de treballar els metalls
47. La funció d'un escriba
48. L'ofici de ferrer
49. L'ofici de blanquer
50. L'ofici de paleta
51. L'art de la cistelleria
52. La saviesa
53. L'atenció
54. La purificació sagrada
55. El respecte
56. El terror sagrat
57. El desacord
58. La pau
59. La fatiga
60. La victòria
61. El consell
62. El cor torbat
63. El judici
64. La decisió
65. El Lilis (instrument musical)
66. L'Ub (instrument musical)
67. El Mesi (instrument musical)
68. L'Ala (instrument musical)